# サン＝ドニ (イタリア)
サン＝ドニ（フランス語: Saint-Denis [sɛ̃ dəni]）は、イタリア共和国ヴァッレ・ダオスタ州にある、人口約400人の基礎自治体（コムーネ）。

## 地理

### 位置・広がり

#### 隣接コムーネ
隣接するコムーネは以下の通り。
- アンテイ＝サンタンドレ
- シャンバーヴ
- シャティヨン
- ポンテイ
- トルニョン
- ヴェラーユ

## 行政

### 分離集落
サン＝ドニには、以下の分離集落（フラツィオーネ）がある。
- Barmaz, Bedeugaz, Blavesse, Celliers-Neufs, Champillon, Chouac, Cly, Cret de Gilles, Cuignon, Del-Plau-Semon, Étrobléyaz, Farys, Fosses, Goillaz-dessous, Goillaz-dessus, Gottroisa, Grand Bruson, Grenella, Grossa-Golliana, Gubioche, Mesoncel, Moral, Orsières, Pecca, Petit Bruson, Plantéry, Polalonge, Raffort, Roteus, Rovarey, Sessina, Vieille